# Hellmut Eichrodt

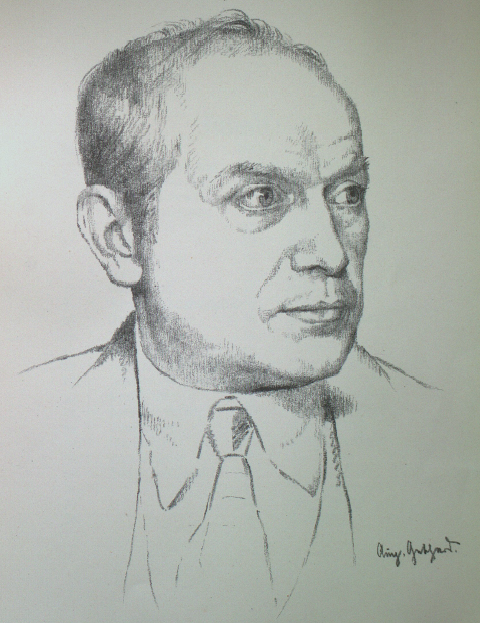
Hellmut Eichrodt (um 1924, Zeichnung von August Gebhardt)

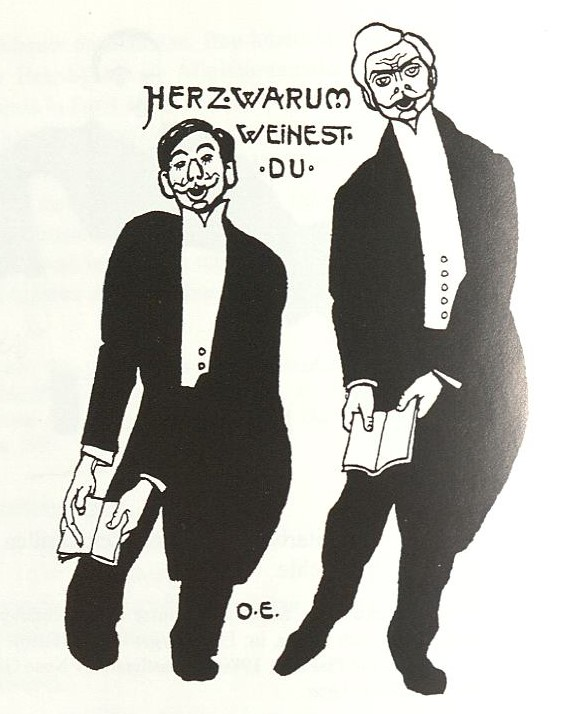
Otto Eichrodt: Selbstkarikatur mit Bruder Hellmut (rechts)

Hellmut Eichrodt (* 27. Februar 1872 in Bruchsal; † 31. Juli 1943 in Karlsruhe) war ein deutscher Maler und Grafiker.

## Familie
Eichrodt war der jüngere Bruder von Otto Eichrodt. Ihr Vater Julius Eichrodt (1826–1893), langjähriger Gefängnisdirektor in Bruchsal, war ein Sohn des kurzzeitigen badischen Innenministers Ludwig Friedrich Eichrodt und Bruder des Schriftstellers Ludwig Eichrodt. Ihre Mutter Julie (1838–1919) war eine Tochter des preußischen Regierungspräsidenten der Hohenzollernschen Lande Anton von Sallwürk und Schwester des Pädagogen Ernst von Sallwürk. Der Maler und Grafiker Sigmund von Sallwürk war ihr Vetter.
Hellmut Eichrodt heiratete 1900 in Mannheim Anna Emilie Maria Bender (1875–1967), die als Bossiererin Wachsfiguren herstellte oder restaurierte und ihren Mann auch bei der Gestaltung von Veranstaltungen unterstützte. Das Paar hatte zwei Kinder: den Ingenieur Hans (1901–1957) und die Buchbinderin Margareta (Gretel) Anna Julia (1903–1995).

## Leben
Hellmut Eichrodt studierte von 1890 bis 1903 an der Karlsruher Kunstakademie und wurde Meisterschüler bei Hans Thoma und Leopold von Kalckreuth.
Von 1897 bis 1912 war Eichrodt Mitarbeiter der Zeitschrift Jugend. Grafiken von Eichrodt finden sich auch in der Zeitschrift Die Woche. Ob er auch, wie von Jutta Dresch erwähnt, für den Simplicissimus gearbeitet hat, ist unklar. Hierfür finden sich in keiner der von Dresch erwähnten Quellen Anhaltspunkte. Auch in der Datenbank der Simplicissimus-Mitarbeiter ist Eichrodt nicht aufgelistet.
Die Kunsthalle Karlsruhe besitzt zwei Frauenporträts von Eichrodts Hand, weitere Gemälde und Grafiken besitzt die Städtische Galerie Karlsruhe. Eichrodt schuf auch Wandgemälde in Kirchen und anderen öffentlichen Gebäuden, z. B. im Mausoleum des äthiopischen Kaisers Menelik II. in Addis Abeba und im Konfirmandensaal der Karlsruher Christuskirche. Auch die Gemälde am Pforzheimer Bezirksamtsturm (1901–1903) stammen von Eichrodt. Nicht erhalten sind z. B. Wandbilder im Karlsruher Schlosshotel und den Restaurants von Tier- und Stadtgarten in Karlsruhe. Fliesenbilder von Eichrodt sind z. B. Der Jungbrunnen in der Eingangshalle des Klärwerks in Frankfurt-Niederrad und Badestube im Jahre 1583 im Theodor-Zink-Museum Kaiserslautern, das sich früher im Pfaffbad Kaiserslautern befand.
Im Bereich Gebrauchsgrafik gestaltete Hellmut Eichrodt Werbeplakate, Werbepostkarten, Anzeigen, Etiketten etc., unter anderem für Meßmer, die Sektkellerei Kupferberg, die Brauerei Ketterer, die Farbenfabrik Kast & Ehinger, für die Badische Feuerversicherungsbank und für den Norddeutschen Lloyd. Für Dreser schuf er die Sammelbilderserien Der Froschkönig, Der Soldat (1908) und Die sieben Raben (1909). Seine Sammelbilder signierte er mit „H-E“. Zahlreiche Aufträge erhielt er durch seine Zusammenarbeit mit der Kunstdruckerei Künstlerbund Karlsruhe (KKK). 1914 nannte Walter von Zur Westen Eichrodt den vielseitigsten Reklamegrafiker des Karlsruher Künstlerbundes. Exlibris gestaltete Eichrodt z. B. für Otto Oppenheimer und den Heidelberger Musikpädagogen Otto Seelig (1866–1943).
Einen weiteren Schwerpunkt der grafischen Arbeiten von Hellmut Eichrodt bildeten Illustration und Schmuck von Büchern, vor allem von Kinder- und Jugendbüchern, aber auch von Lehrbüchern und Belletristik z. B. von Albert Geiger oder Karl May. Im November 1918 illustrierte er einen Aufruf der vorläufigen Regierung von Baden an die badischen Soldaten.
Hellmut Eichrodt spielte eine wichtige Rolle im Kunst- und gesellschaftlichen Leben Karlsruhes zwischen 1900 und 1930. Er war langjähriges Vorstandsmitglied und ab spätestens 1924 Ehrenvorsitzender des Vereins bildender Künstler zu Karlsruhe. Beim Fest zu Ehren des siebzigsten Geburtstags von Hans Thoma im Jahr 1909 führte Eichrodt zusammen mit Gustav Schönleber Regie. Festumzüge, Frühlings-, Sommer-, und Herbstfeste sowie die oft mehrtägigen Künstlerfeste im Karlsruhe dieser Zeit gestaltete er zusammen mit seinem Bruder Otto wesentlich mit. 1927 hieß es in einem Zeitungsartikel:

„Die beiden zusammen bilden ein Dioskurenpaar, das bis vor wenigen Jahren in der künstlerischen und musikalischen Gesellschaft Karlsruhes quasi eine erste Geige spielte.“

Werkauswahl
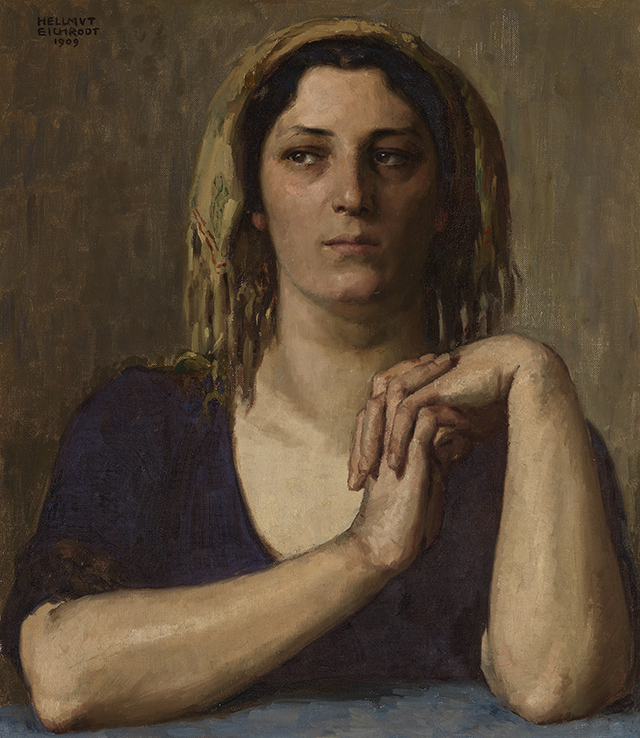
Frauenbildnis en face (1909, Staatliche Kunsthalle Karlsruhe)
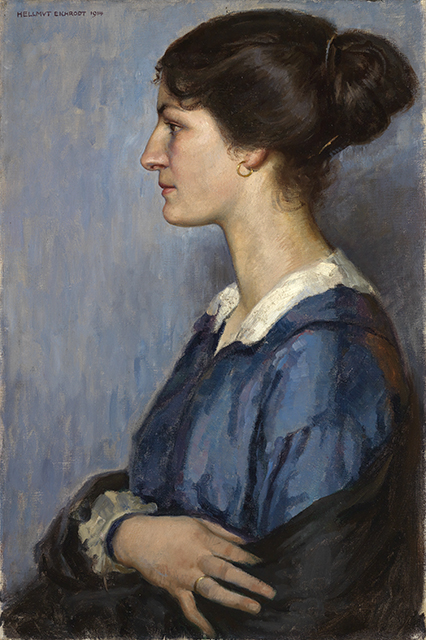
Frauenbildnis im Profil nach links (1914, Staatliche Kunsthalle Karlsruhe)
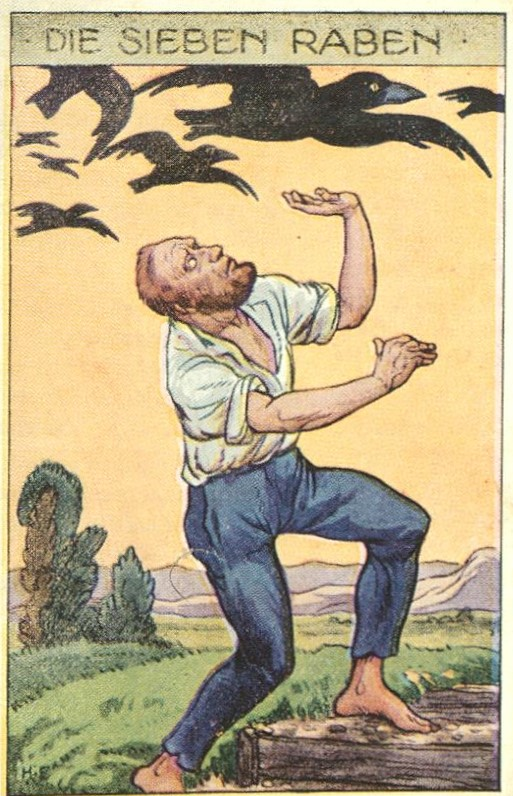
Die sieben Raben - Bild 1 (1909, Dreser's Künstler-Chromokarten-Sammlung, Bd. 1)
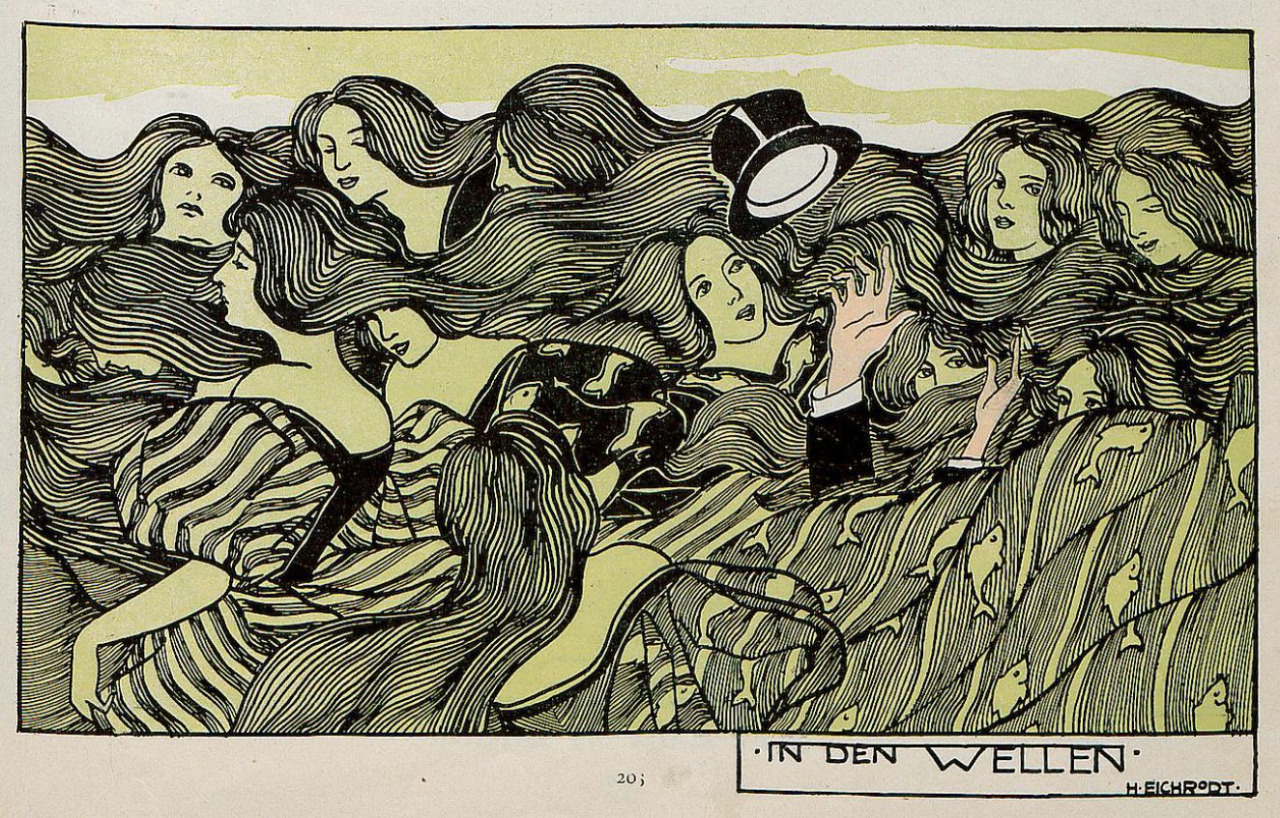
In den Wellen (Jugend, 1897/13 (27. März 1997). S. 203)
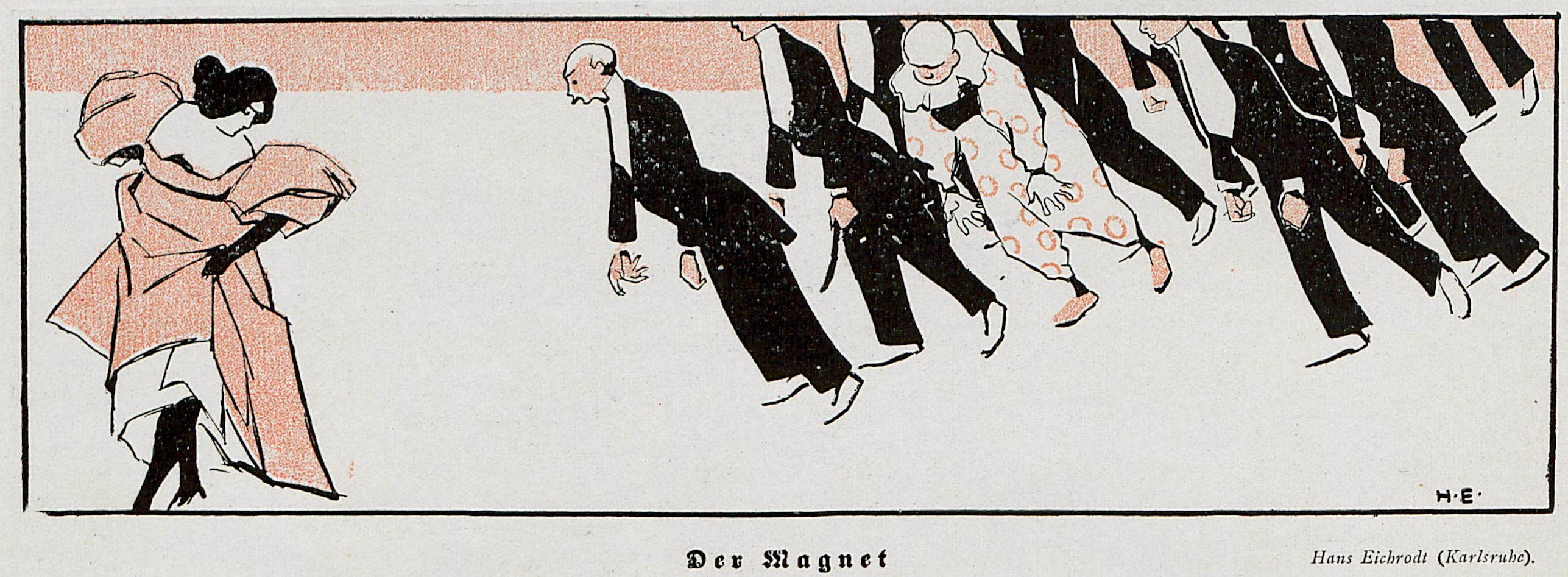
Der Magnet (Jugend, 1897/34 (21. August 1997). S. 578)
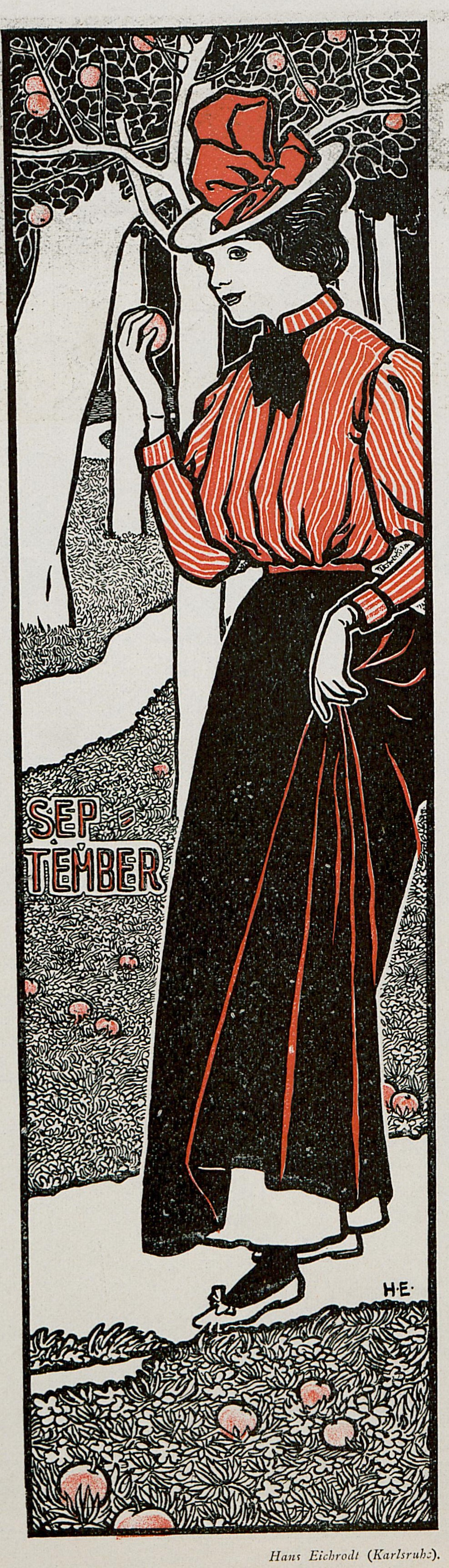
September (Jugend, 1897/37 (11. September 1997). S. 618)
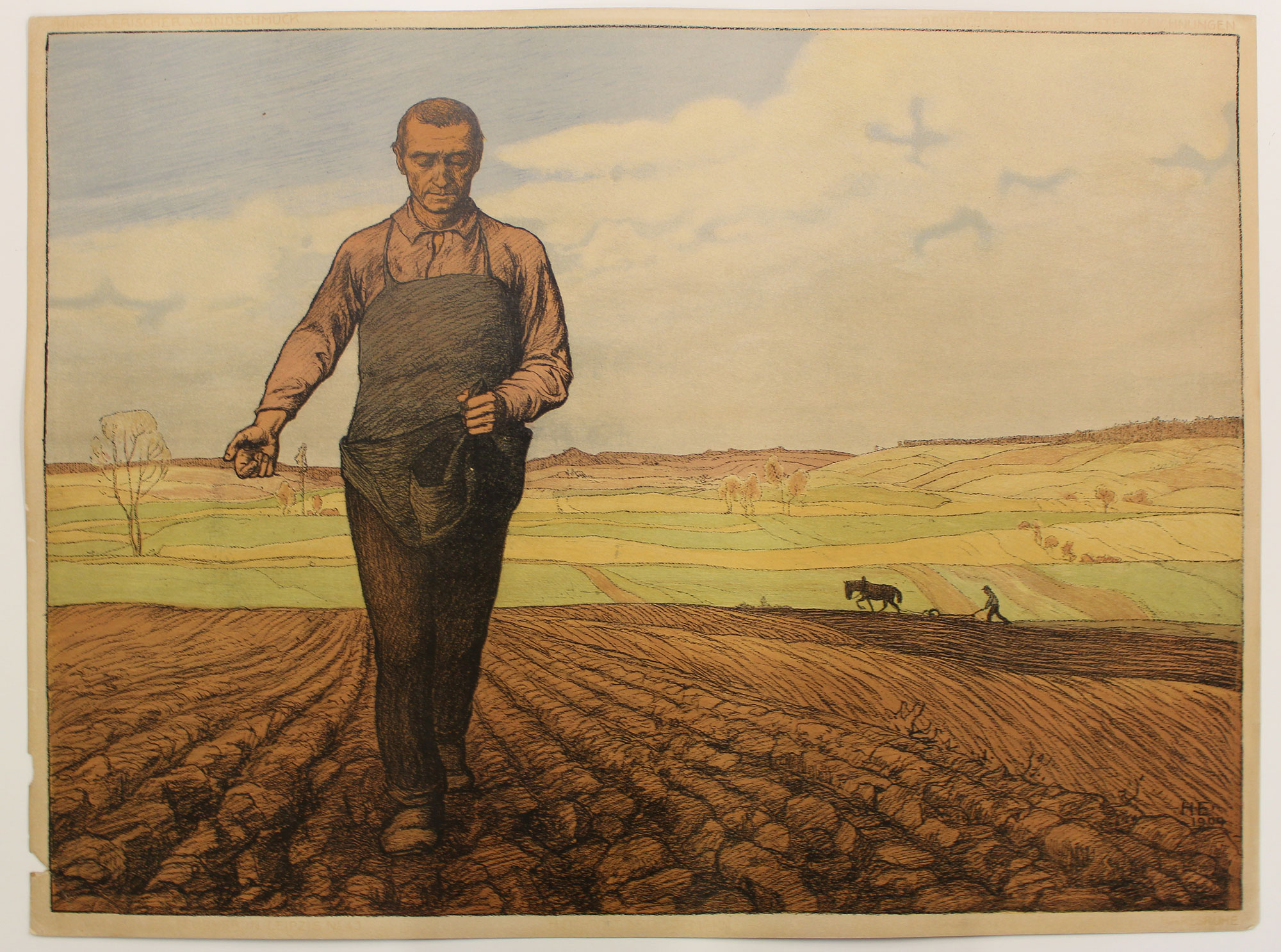
Der Sämann (vor 1911, Künstlerpostkarte Nr. 43 für B. G. Teubner, Leipzig)
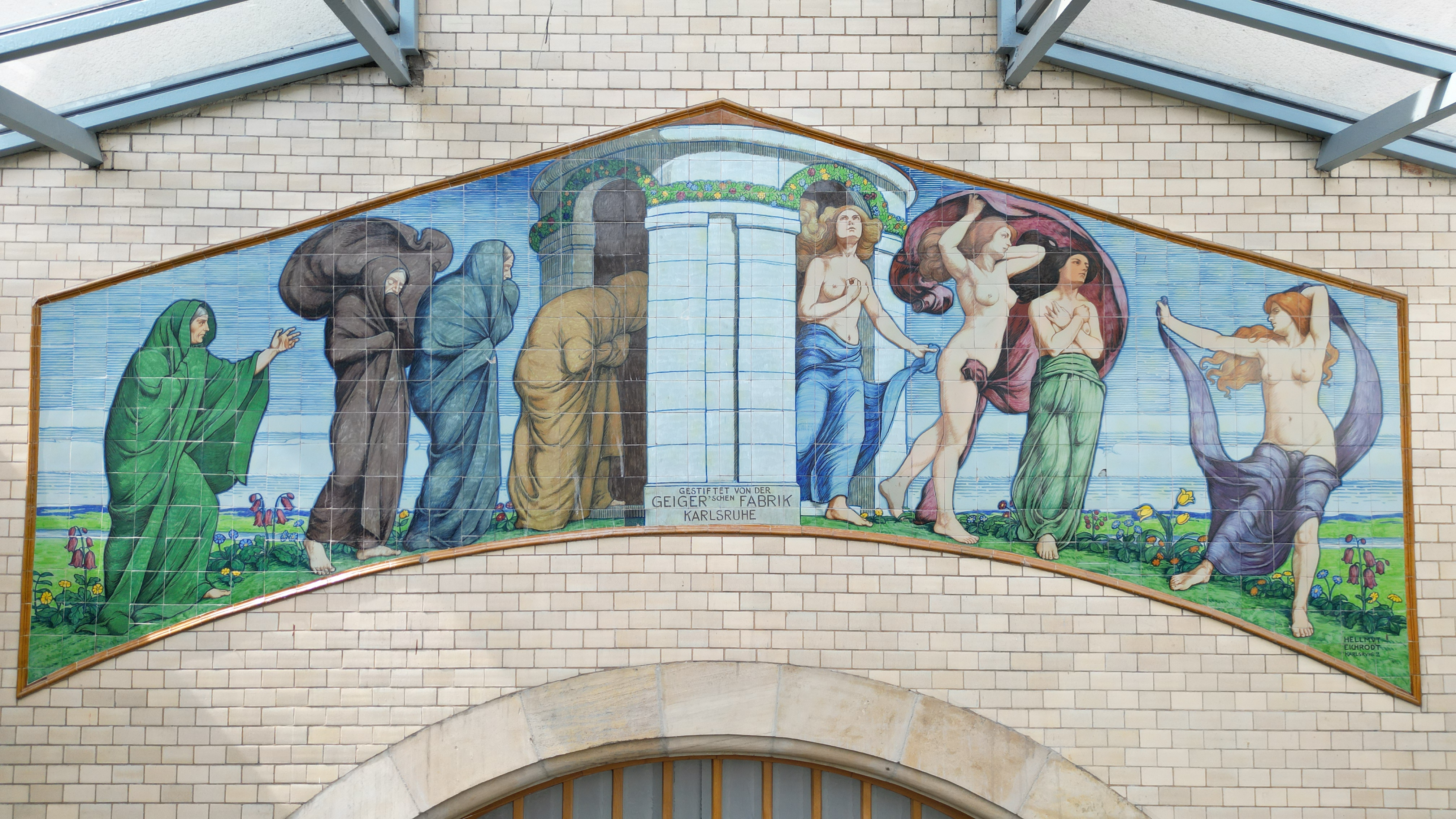
Der Jungbrunnen (um 1908, Fliesenbild in der Eingangshalle des Klärwerks Frankfurt-Niederrad)
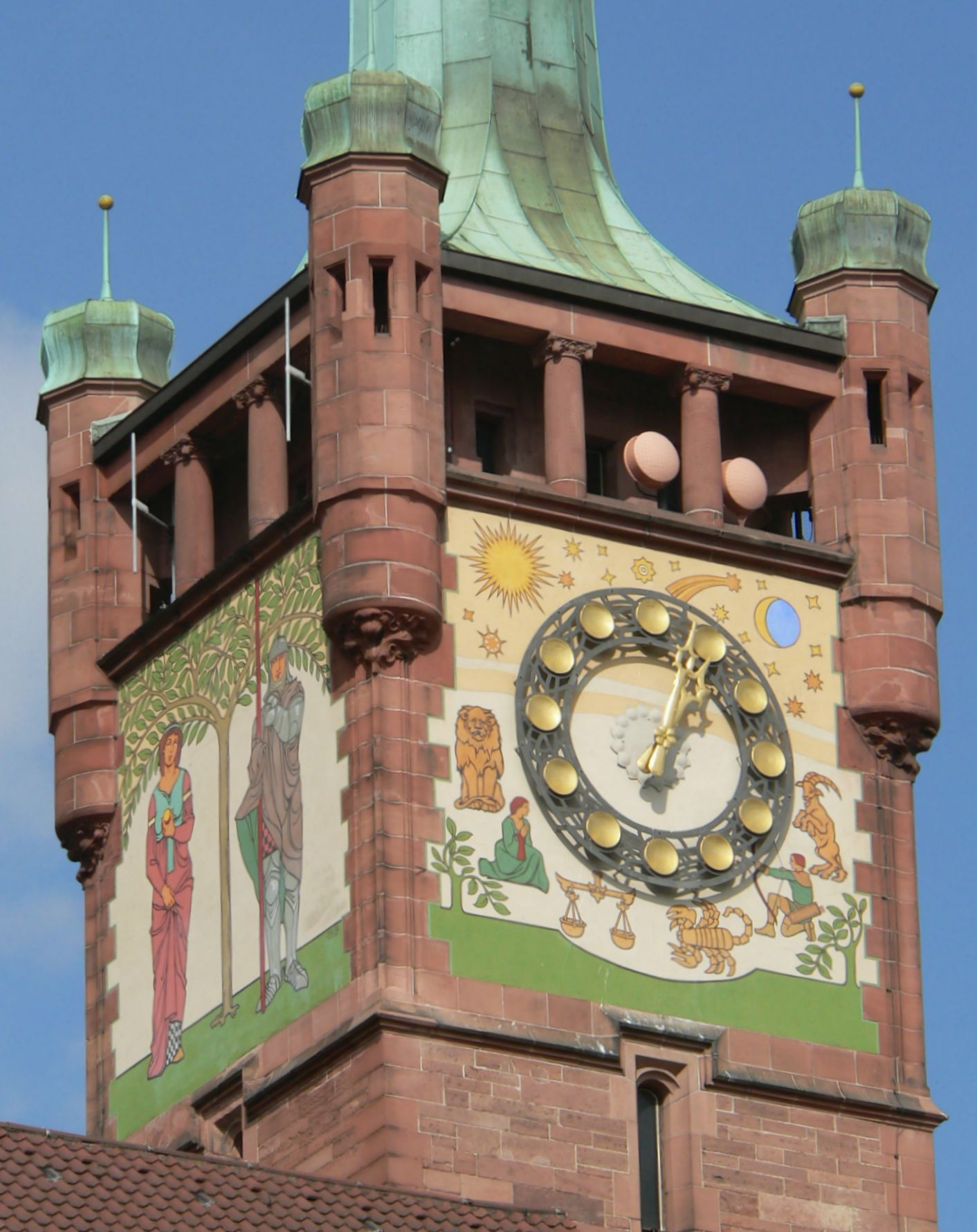
Wandbilder am Bezirksamtsturm Pforzheim (um 1903)